# Delirious (Band)
Delirious ist eine deutsche Thrash-Metal-Band aus Hamm.
Die Band existiert seit 1990 und hat bisher drei Studio-Alben eingespielt, ferner trat die Band auf dem Rock-Hard-Festival und dem Wacken Open Air auf und bestritt eine Tournee durch Osteuropa mit Desaster sowie mit Testament.
Nach zwei Demo-Veröffentlichungen in den Jahren 1992 und 1994 unterschrieb die Band einen Vertrag bei B. Mind Records, welches im Herbst 1997 die EP Thoughtlessness veröffentlichte. Diese EP beinhaltete überarbeitete Lieder des zweiten Demos. Zwei Jahre später erschien das Debüt Time is Progress. 2001 schloss sich Designed by Violence an. 2006 folgte der Sprung zum Label Armageddon Music sowie das dritte Album Made for the Violent Age. Eine Tour mit Fear Factory schloss sich an.

## Diskografie
- Thoughtlessness (1997)
- Time Is Progress (1999)
- Designed by Violence (2001)
- Made for the Violent Age (2006)
- Moshcircus (2015)